# 広島市立梅林小学校
広島市立梅林小学校（ひろしましりつ ばいりんしょうがっこう）は、広島県広島市安佐南区八木三丁目にある公立小学校。

## 歴史
- 昭和56年（1981年） - 創立、プール完成
- 昭和57年（1982年） - 野外照明設備完成
- 平成3年（1991年） - 補助プール完成
- 平成11年（1999年） - コンピューター教室完成
- 平成12年（2000年） - 20周年記念式典・祝賀会を行う。
- 平成26年（2014年）8月 - 広島土砂災害では避難所・災害復旧の拠点となり、同年10月まで使用された。

## 学区
広島市安佐南区八木1〜5丁目、八木町の一部（広島市立八木小学校の通学区域を除く）
安佐南区緑井5〜8丁目、緑井町（広島市立緑井小学校の通学区域を除く）

## 進路
卒業生は基本的に広島市立城山北中学校に進学する。

## 備考
- 当校は、広島市立八木小学校と広島市立緑井小学校が児童数の増加により手狭となったため、分離開校して出来た学校である。そのため、当校は周辺の学校と比べ新しい。
- 敷地内には、平成26年8月豪雨による広島市の土砂災害で学区内で死亡した65人を追悼する慰霊碑が存在する[1]。2020年12月6日には、小学校で砂防堰堤、治山ダムを整備する対策事業の完了式が行われた[2]。

## 周辺施設
- 広島市立城山北中学校
- 可部線梅林駅、七軒茶屋駅
- 高瀬堰
- 太田川